# The Snow Walker
Pour plus de détails, voir Fiche technique et Distribution.
The Snow Walker, ou Le Détour au Québec, est un long-métrage canadien réalisé par Charles Martin Smith.

## Synopsis
À l'été 1953, le pilote de brousse canadien Charlie Halliday (Barry Pepper), ancien pilote de bombardier Seconde Guerre mondiale basée à Yellowknife, fait un vol de routine dans le golfe de la Reine-Maud sur l'océan Arctique quand il rencontre une petite bande d'Inuits qui demandent son aide. Ils voyagent avec une jeune femme malade, Kanaalaq (Annabella Piugattuk), et plaident pour que Charlie l'amène à un hôpital. Ce dernier pense qu'elle a la tuberculose et refuse d'abord, mais quand ils lui offrent deux défenses précieuses de morse pour son aide, il accepte à contrecœur de l'emmener à Yellowknife.
Pendant le vol, son avion un Noorduyn Norseman développe des problèmes de moteur et Charlie doit faire un amerrissage d'urgence près de la rive d'un lac glacé. Charlie et Kanaalaq sont sains et saufs, mais l'avion est en piteux état. Ils sont au milieu d'une vaste toundra dans les Territoires du Nord-Ouest, la radio est brisée et ils n'ont que peu de choses pour survivre. Pour aggraver les choses, il est à des centaines de kilomètres de son plan de vol initial, de sorte que toute opération de sauvetage ne saurait pas où chercher. Charlie est submergé par un sentiment d'impuissance et voit sa compagne Inuit comme un fardeau de plus.
Charlie estime qu'ils sont à environ 160 kilomètres de la communauté la plus proche. Estimant que leurs chances de survie sont minces en restant près de l'avion, Charlie laisse Kanaalaq derrière lui pour aller chercher de l'aide. Il apprend vite, cependant, qu'il est mal préparé pour les défis posés par cette terre rude et impitoyable. Un matin, il se réveille entouré par un essaim de moustiques qui le force à fuir pieds nus à travers les rochers acérés avant l'effondrement. Kanaalaq apparaît alors au-dessus de lui et commence à traiter ses blessures et piqûres avec de la boue et de l'herbe. Elle le nourrit et répare ses vêtements. Peu à peu, Charlie retrouve sa force et guéri par les soins patients de Kanaalaq. Charlie en vient ainsi à apprécier les dons de cette jeune femme et ils apprennent à communiquer l'un avec l'autre.
Après avoir entendu le bruit d'un avion lointain, Charlie se rend compte qu'ils n'auraient jamais dû abandonner le site du crash. Il décide qu'ils doivent retourner à leur avion où il croit que les secours viendront sûrement. Les deux protagonistes partent donc ensemble, mais cette fois il est beaucoup mieux équipé avec les bottes étanches que Kanaalaq a faites pour lui. En chemin, la jeune femme Inuit malade enseigne au pilote colérique la manière de vivre dans la toundra, et les deux développent ainsi un lien de respect et d'amitié. Quand ils découvrent les ruines d'un autre accident d'avion, Kanaalaq montre à Charlie comment préparer un cadavre pour l'au-delà avec une sépulture dans un cairn, y plaçant les outils de la personne. Elle lui dit que lorsqu'une personne est appelée à l'au-delà, là où la chasse est abondante, ils ont besoin des outils appropriés.
Quand Charlie et Kanaalaq arrivent au site de leur accident, ils ne découvrent aucun signe de sauveteurs et Charlie devient profondément déprimé, convaincus qu'ils ne pourront survivre à l'hiver tout proche. Cependant,  Kanaalaq sait comment survivre dans ce pays rude et elle prépare une chasse au caribou en construisant des inuksuits - structures de pierre utilisés par les Inuits pour guider le caribou vers les zones où les chasseurs peuvent facilement les surprendre. Charlie décide de l'aider et ensemble ils peuvent tuer trois caribous qui fourniront la nourriture et les peaux suffisante pour l'hiver.
Une nuit, Kanaalaq révèle comment son père est mort dans une tempête de neige et comment sa mère a erré au loin pour aller mourir afin que ses enfants aient assez de nourriture pour survivre. Après Kanaalaq utilise les peaux pour créer des vêtements d'hiver appropriés pour Charlie. les deux partent ensuite à travers la toundra dans l'espoir de parvenir à un camp inuit ou un village plus au nord. Dans les jours suivants, l'état de Kanaalaq s'aggrave et Charlie est obligé de la porter sur un traîneau improvisé qu'il construit en utilisant les défenses de morse qu'il a reçues. Un matin, Charlie découvre que Kanaalaq est partie pour qu'il puisse vivre. Il suit ses traces dans la neige qui se terminent sans trace de la jeune fille mais il aperçoit un harfang des neiges à cet endroit. Il construit alors un cairn pour Kanaalaq, plaçant ses outils et les défenses de morse pour l'au-delà. Continuant sa marche dans une tempête de neige, Charlie arrive finalement à un petit campement inuit où il est accueilli.

## Distribution
- Barry Pepper (V.Q. : Patrice Dubois) : Charlie Halliday
- Annabella Piugattuk (V.Q. : Véronique Clusiau) : Kanaalaq
- James Cromwell (V.Q. : Claude Préfontaine) : Walter Shepherd
- Kiersten Warren (V.Q. : Geneviève Désilets) : Estelle
- Jon Gries (V.Q. : Benoît Gouin) : Pierce
- Robin Dunne (V.Q. : Emmanuel Charest) : Carl
- Michael Bublé (V.Q. : François Trudel) : Hap
- Greg Spottiswood (V.Q. : Philippe Martin) : Mr. Moss

Source et légende : Version québécoise (V.Q.) sur Doublage Québec.